# Rückstand (Finanzwesen)
Als Rückstand (oder Zahlungsrückstand, Zahlungsverzug) bezeichnet man umgangssprachlich und im Rechnungswesen den Schuldnerverzug, bei dem der Schuldner einer fälligen und durchsetzbaren Forderung seine Zahlung nicht oder nicht fristgerecht vornimmt und diese Verzögerung zu vertreten hat.  

## Allgemeines
Der Zahlungsverzug ist einer der vier Erfüllungsmängel beim Kaufvertrag; daneben gibt es noch Annahmeverzug und (auf der Seite des Verkäufers) Lieferverzug und mangelhafte Lieferung. Ein Zahlungsverzug liegt allgemein beim Kaufvertrag vor, wenn der Käufer den Kaufpreis nicht oder nicht rechtzeitig zahlt (§ 433 Abs. 2 BGB). Zahlungsrückstände treten bei vertraglich festgelegten Zahlungsterminen oder Zahlungszielen nach dem Kalenderdatum gemäß § 188 BGB automatisch auf, ohne dass es einer Mahnung bedarf (§ 286 Abs. 2 BGB). Bei allen übrigen, nicht kalendermäßig bestimmten Zahlungsverzögerungen hat der Gläubiger nach dem Eintritt der Fälligkeit eine Mahnung zu versenden, die den Schuldner in Verzug setzt (§ 286 Abs. 1 BGB). Nach § 286 Abs. 4 BGB hat der Schuldner seinen Verzug zu vertreten, was bei Geldschulden vermutet wird, denn es gilt der Grundsatz „Geld hat man zu haben“.

## Dauerschuldverhältnisse
Rückstände treten oft bei Dauerschuldverhältnissen (Mietvertrag, Kreditvertrag, Leasingvertrag, Versicherungsvertrag, Stromliefervertrag) auf, die über einen längeren Zeitraum hinweg bestehen und sich wiederholende turnusmäßige Zahlungspflichten des Schuldners auslösen. Zahlungstermine sind hierbei stets kalendermäßig durch Vertrag (Kredit, Leasing, Versicherung, Stromliefervertrag) oder Gesetz (Mietvertrag: die Monatsmiete ist nach § 556b BGB zum Monatsbeginn, spätestens am dritten Werktag des Monats zu entrichten) bestimmt. Zahlungsrückstände können bei Dauerschuldverhältnissen aus Mieten/Nebenkosten, Kreditzinsen/Tilgungen, Leasingraten,  Versicherungsprämien oder Stromkosten bestehen.

## Rechtsfolgen
Insbesondere bei Dauerschuldverhältnissen können Zahlungsrückstände schnell zu größeren Schulden anwachsen, wenn der Zahlungsschuldner mehrere Zahlungen nicht leistet. Um dies zu verhindern, sieht das Gesetz die Beendigung dieser Dauerschuldverhältnisse durch Kündigung des Gläubigers vor. Bei Mietverträgen gibt es deshalb in § 543 Abs. 2 Nr. 3 BGB eine außerordentliche fristlose Kündigung aus wichtigem Grund, sobald der Mieter mit zwei Monatsmieten in Rückstand gerät. Bei Kreditverträgen besteht ein außerordentliches Kündigungsrecht nach § 490 Abs. 1 BGB im Falle der wesentlichen Verschlechterung der Vermögensverhältnisse oder wegen Wertverfalls gestellter Kreditsicherheiten, bei Verbraucherdarlehensverträgen wird in § 498 BGB ein außerordentliches Kündigungsrecht begründet, sofern der Darlehensnehmer mindestens mit zwei aufeinanderfolgenden Raten in Verzug ist oder bei einer Kreditlaufzeit bis zu drei Jahren mit mindestens 10 %, über drei Jahren mit mindestens 5 % des Darlehensnominalbetrags in Rückstand gerät. In § 38 VVG ist bei Versicherungen eine schriftliche Zahlungsfrist von zwei Wochen mit Benennung der Rückstände vorgesehen, gemäß § 38 Abs. 3 VVG darf nach Fristablauf von der Versicherung eine fristlose Kündigung ausgesprochen werden. Nach § 19 Abs. 1 StromGVV hat der Grundversorger bei der Grundversorgung von Haushaltskunden mit Strom unter bestimmten Voraussetzungen das Recht, eine Stromsperre zu verhängen. Er kann nach § 21 StromGVV das Vertragsverhältnis fristlos kündigen. Gerät der Steuerschuldner bei einem Vollstreckungsaufschub mit einer vereinbarten Ratenzahlung ganz oder teilweise länger als zwei Wochen in Rückstand, dann sind Zahlungsvereinbarung und Vollstreckungsaufschub hinfällig, diese Rechtsfolge tritt nach § 802b § 802b Abs. 3 Satz 3 ZPO automatisch ein.

## Bonitätsrisiko
Zahlungsrückstände können ein Indikator für mangelnde Zahlungsfähigkeit oder Zahlungsunwilligkeit beim Schuldner sein. Covenants in Verträgen, insbesondere Kreditverträgen, sollen Bonitätsproblemen vorbeugen. Sie legen betriebswirtschaftliche Kennzahlen fest (Schuldenkennzahlen wie Zinslastquote oder Schuldendienstquote), bei deren Überschreitung automatisch eine Kreditkündigung ausgelöst wird. Nach Art. 178 Abs. 1b Kapitaladäquanzverordnung (englische Abkürzung CRR) gilt bei Kreditinstituten ein Schuldner als ausgefallen, wenn ein wesentlicher Teil seiner Verbindlichkeiten mehr als 90 Tage überfällig ist. Sein Rating fällt dadurch automatisch auf den schlechtesten Ratingcode „Zahlungsausfall“. Ausnahmen von 180 Tagen gelten für Wohn- und Gewerbeimmobilien und öffentliche Stellen. Rückstände werden von bestimmten Gläubigern (Kreditinstitute, Leasingunternehmen, Telekommunikationsunternehmen, Handel, Versandhandel, Vermieter) der Schufa gemeldet, die ihren Mitgliedern hierüber auf Anfrage Auskunft erteilt.